# Asociación de Amigos de la Unión Soviética
La Asociación de Amigos de la Unión Soviética (AUS) fue creada por un grupo de intelectuales españoles el 11 de febrero de 1933 como plataforma para el conocimiento y el contacto recíproco entre España y la Unión Soviética. Para sus fundadores la asociación tenía por objeto tanto garantizar la veracidad de los relatos sobre la realidad de la Unión Soviética como dar a conocer los logros y la problemática del socialismo en la URSS, saliendo al paso de la propaganda adversa de los grupos conservadores y de la derecha.

## Creación
Su creación fue provocada por la celebración de la III Internacional, a cuya convocatoria acudieron sectores revolucionarios del Partido Socialista Obrero Español que en 1921 formarían el Partido Comunista de España, y por la apreciación de obreros e intelectuales ante los logros de la Unión Soviética.
El punto de partida fueron las Asociaciones de Amistad con la Unión Soviética creadas con motivo de la celebración del Décimo aniversario de la URSS entre los días 9 y 13 de noviembre, dentro del Congreso Mundial de Amigos de la Unión Soviética, con la finalidad de estudiar y propagar realidades de la construcción socialista y desmontar falsedades y calumnias. En ese sentido escribió Antonio Machado:

Moscú es hoy el foco activo de la historia (...)
La Rusia actual, la gran República de los Soviets, va ganando de día a día la simpatía y el amor de los pueblos, porque toda ella está consagrada a mejorar la condición humana.

Debido a trabas administrativas no fue posible su creación durante la Dictadura de Primo de Rivera.

## Texto fundacional
Quince años tiene ya de existencia la República obrera rusa. Durante ellos, con esfuerzos inauditos, se ha venido levantando en aquel inmenso territorio el acontecimiento económico y social más formidable del mundo moderno. Este acontecimiento crea en todos los países un ambiente más o menos difuso, pero manifiesto, de curiosidad, de simpatía y de expectación. De él participan todos los hombres atentos a los problemas del presente y a las perspectivas del porvenir, los intelectuales y los técnicos, las grandes masas trabajadoras. Todo el mundo ansía saber la verdad de lo que pasa en aquel país en construcción. Sobre esta gran página de la historia humana se exacerban las pasiones políticas. Hasta hoy, en nuestro país no se había intentado todavía ningún esfuerzo serio para situarse ante estos hechos con plenas garantías de veracidad.
 Texto Fundacional, Madrid 11 de febrero de 1933.

## Fundadores
| - Joaquín Arderíus, escritor, durante la guerra civil española, fue presidente de Socorro Rojo. - Luis Bagaría, dibujante y uno de los principales caricaturistas españoles de la primera mitad del siglo XX. - J. Bahamonte, arquitecto. - Enrique Balenchana, ingeniero. - Augusto Barcia Trelles, abogado, "Gran Maestro" del Gran Oriente de España y miembro de Acción Republicana. - Pio Baroja, novelista. - Ricardo Baroja, pintor. - Jacinto Benavente, escritor, Premio Nobel de Literatura en 1922. - Luis Blanco Soler, arquitecto. - Luis Calandre, médico. - José Capuz, escultor. - Rodrigo Soriano, político y escritor. - Carolina Carabias, viuda del capitán García Hernández. - Fernando de Cárdenas, ingeniero. - Cristóbal de Castro, escritor. - Fernando de Castro Rodríguez, médico. - Pilar Coello. - Isaac Costero, histólogo y catedrático. - José Díaz Fernández, escritor y diputado del Partido Republicano Radical Socialista. - Ricardo Díaz Sarasola, médico. - José María Dorronsoro, ingeniero. - Concha Espina, escritora. - Santiago Esteban de la Mora, arquitecto. - Federico García Lorca, escritor. - Fernando García Mercadal, arquitecto. - Ángel Garma, médico. - Rafael Giménez-Siles, editor. - Juan Cristóbal González Quesada, escultor. - Félix Gordón Ordás, veterinario. - Ricardo Gutiérrez Abascal, crítico de arte con el seudónimo de Juan de la Encina. - T. Hernando, catedrático. - Diego Hidalgo, notario y futuro Ministro de la Guerra de España. | - Luis Jiménez de Asúa, catedrático. - Luis Lacasa Navarro, arquitecto. - Victorio Macho, escultor. - José María López Mezquita, pintor. - Manuel Machado, escritor. - Gregorio Marañón, médico. - María Martínez Sierra, publicista. - Víctor Masriera. - Juan Medinaveitia, médico. - Carmen Monné de Baroja. - C. Montanilla, ingeniero. - Roberto Nóvoa Santos, médico. - Tomás Pérez Rubio, pintor. - Nicanor Piñole, pintor. - Juan Planelles Ripoll, médico. - Pedro de Répide, escritor. - Pío del Río-Hortega, histólogo. - Wenceslao Roces, catedrático. - Manuel Rodríguez Suárez, arquitecto. - María Rodríguez, viuda de Fermín Galán. - Cristóbal Ruiz Pulido, pintor. - Rafael Salazar Alonso, abogado. - Luis Salinas, abogado. - Regino Sainz de la Maza, músico. - José Sánchez Covisa, catedrático. - F. Sánchez Roman, catedrático. - Ramón J. Sender, periodista. - Luis de Tapia, escritor. - Eduardo Ugarte, escritor. - Ramón del Valle-Inclán, escritor. - Adolfo Vázquez Humásque, ingeniero. - J. Vázquez López, médico. - Agustín Viñuales, catedrático. - Javier Zorrilla, ingeniero. - Secundino Zuazo, arquitecto. - Julián Zugazagoitia, periodista. |

## Reacciones
La presencia entre los firmantes del manifiesto fundacional de un buen número de personalidades que poco o nada tenían de comunistas como Jacinto Benavente, Concha Espina, Pío Baroja, Marañón o Valle-Inclán suscitó un gran revuelo. Muchos de ellos explicaron y justificaron sus firmas en la prensa como fruto de sus simpatías por la cultura y el pueblo rusos y no de su afinidad al régimen estalinista o denunciaron haber sido engañados.